# Бешта-Боровский, Антоний
Антоний Бешта-Боровский (пол. Antoni Beszta-Borowski, 9 сентября 1880, Боровские Ольки, Подляское воеводство — 15 июля 1943, Бельск-Подляски) — блаженный Римско-Католической Церкви, генеральный викарий Пинского диоцеза. Входит в число 108 блаженных польских мучеников, беатифицированных римским папой Иоанном Павлом II во время его посещения Варшавы 13 июня 1999 года.

## Биография
Учился в Вильно (Вильнюс) в семинарии, после окончания которой 1904 году был рукоположён в сан священника. Пастырскую деятельность начал в Вильно в костёле св. Рафаила. С 1920 года служил священником в Бельске Подляском, выполняя обязанности настоятеля и с 1927 года — обязанности декана.
С начала Второй мировой войны епископ Казимеж Букраба назначил его генеральным викарием Пинского диоцеза. 15 июля 1943 года был арестован немецкими оккупационными властями и в тот же день расстрелян в лесу недалеко от города Бельска Подляского.

## Прославление
13 июня 1999 года был беатифицирован римским папой Иоанном Павлом II вместе с другими польскими мучениками Второй мировой войны. В деревне Боровские Ольки, где родился блаженный Антоний Бешта-Боровский, находится памятник, посвящённый его мученичеству. День памяти — 12 июня.